# Lanna (Lekeberg)
Lanna is een dorp in het noorden van de gemeente Lekeberg en in de gemeente Örebro in het landschap Närke en de provincie Örebro län in Zweden. De laatste jaren is het aantal inwoners van het dorp relatief hard gestegen, vanwege de particuliere nieuwbouw die heeft plaatsgevonden. In 2005 had de plaats 424 inwoners en een oppervlakte van 99 hectare.
Uit de kalksteengroeve is onder andere de kalksteen afkomstig die gebruikt is voor de bouw van de nieuwe kerk in Hidinge tussen 1865 en 1869. De kalksteengroeve heeft zijn oorspronkelijke functie verloren en doet tegenwoordig 's zomers dienst als plek om te zwemmen. De golfbaan is een andere veel bezochte plaats.

## Verkeer en vervoer
Bij de plaats lopen de E18 en Länsväg 204.
De plaats had vroeger een station aan de hier opgeheven spoorlijn Örebro - Svartå.